# 귀권
《귀권》(중국어: 鬼拳3)은 2018년에 개봉한 중국의 영화이다.

## 캐스팅
- 진관량
- 우역택